# .fm
Pour les articles homonymes, voir FM.
.fm est le domaine de premier niveau national (country code top level domain : ccTLD) réservé aux États fédérés de Micronésie. Ce domaine a cependant rapidement été assimilé à la modulation de fréquence, et est devenu un domaine prisé des stations de radio de toutes nationalités, ainsi qu'à certains sites relatifs à la franc-maçonnerie. Un phénomène semblable s'est développé avec le domaine  .tv (domaine national de premier niveau réservé aux Tuvalu).
Depuis mars 2018, .fm autorise l'enregistrement de domaines comportant des émojis.